# ペニー
ペニーは、英国の下位通貨単位、もしくはアメリカとカナダにおける1¢（セント）銅貨の別称。

## ポンド圏の補助通貨

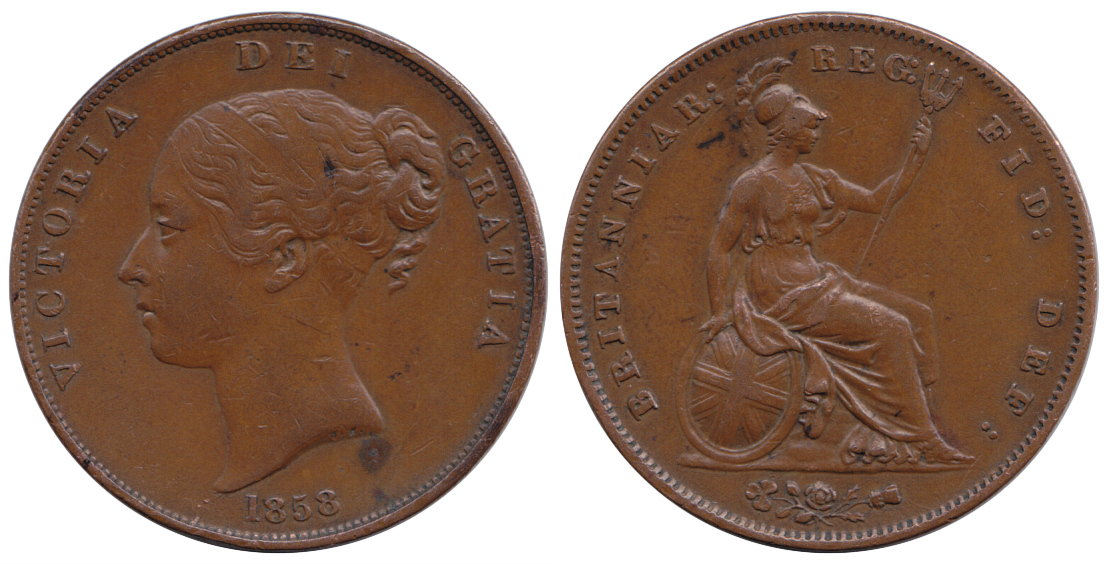
ペニー1858、英国

ペニー（Penny、複数: Pence（ペンス）、硬貨の場合: pennies）は、英国の下位通貨単位（補助単位）。1971年2月15日以降は、通貨もその記数法も十進法で、100ペンスで1ポンドになる。略号はpで決してフルストップ（ピリオド）はつけない。1971年2月15日以前は、12ペンスで1シリングであり、240ペンス（20シリング）で1ポンドだった。つまり、3でも4でも5でも割り切れる単位が含まれていた。当時の略号はd.で、これはラテン語の「デナリウス」に由来する。
また、ユーロ導入以前のアイルランドでアイルランド・ポンドや、自国通貨導入前のオーストラリア、ニュージーランド、南アフリカでも同様に使われていた。

## ドル圏の硬貨
アメリカ、カナダにおいて、ペニー（penny、複数: pennies）は1¢（セント）硬貨の別称。
朝、家を出て一番に（別の伝承もあり）拾った1¢硬貨を「ラッキーペニー」と呼び、幸運のお守りにする。また、アメリカの観光地などでは手持の1¢硬貨と50¢ないし$1程度の料金を入れ、押し潰して模様を刻印した硬貨を得る機械が普及しており、「ペニープレス」と呼ばれる。
Penny bank「ペニーバンク」は貯金箱を意味する英語である。
また、アメリカにおいてペニーは「侮辱」の意味を表すため、チップとして渡すことはほぼない。
カナダでは2013年2月4日に1セント硬貨は廃止されている。